# Leo-Galaxienhaufen
| Leo-Galaxienhaufen                            | Leo-Galaxienhaufen |
| --------------------------------------------- | ------------------ |
| Abell 1367                                    |                    |
| Abell 1367 mit NGC 3842 im Zentrum des Bildes |                    |
| Sternbild                                     | Leo                |
| Position Epoche: J2000.0 Äquinoktium: J2000.0 |                    |
| Rektaszension                                 | 11h 44,61m         |
| Deklination                                   | +19° 45.53′ 0″     |
| Erscheinungsbild                              |                    |
| Hellstes Mitglied                             | NGC 3842           |
| Physikalische Daten                           |                    |
| Rotverschiebung                               | 0,0276             |
| Entfernung                                    | zirka 110 Mpc      |
| Katalogbezeichnungen                          |                    |
| Abell 1367, RXC J1144.6+1945                  |                    |

Der Leo-Galaxienhaufen oder Leo-Cluster, im Abell-Katalog als Abell 1367 gelistet, ist ein im Sternbild Löwe gelegener Galaxienhaufen. (Er sollte nicht mit der Leo-I-Gruppe oder dem Leo-Triplett verwechselt werden.)
Der Leo-Galaxienhaufen bildet zusammen mit dem Coma-Galaxienhaufen die beiden bedeutendsten Mitglieder des Coma-Superhaufens. Die Entfernungsangaben bewegen sich zwischen 110 und 120 MPc.

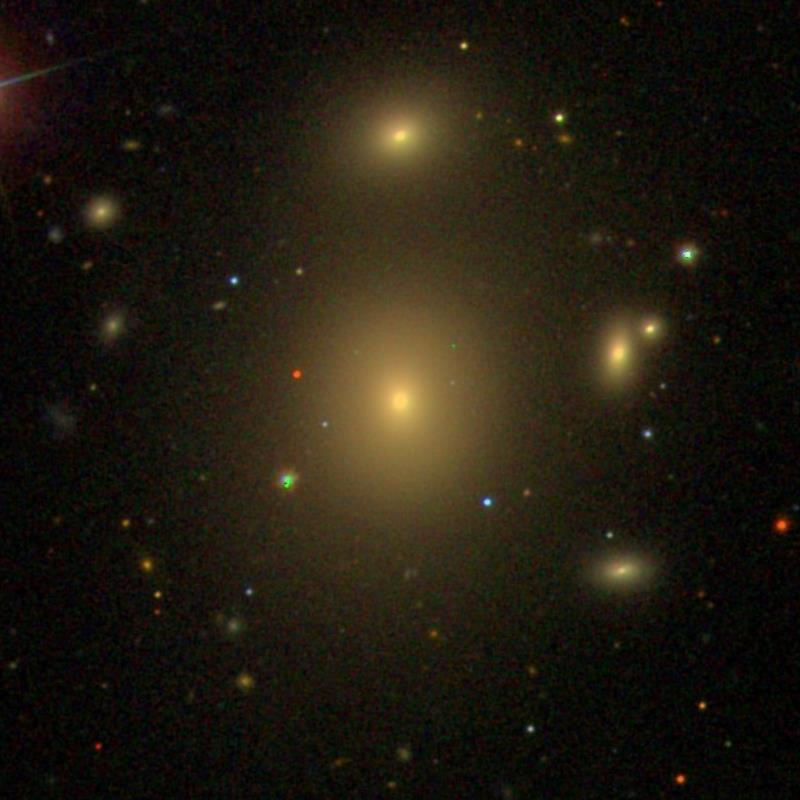
NGC 3842 ist das hellste Haufenmitglied.

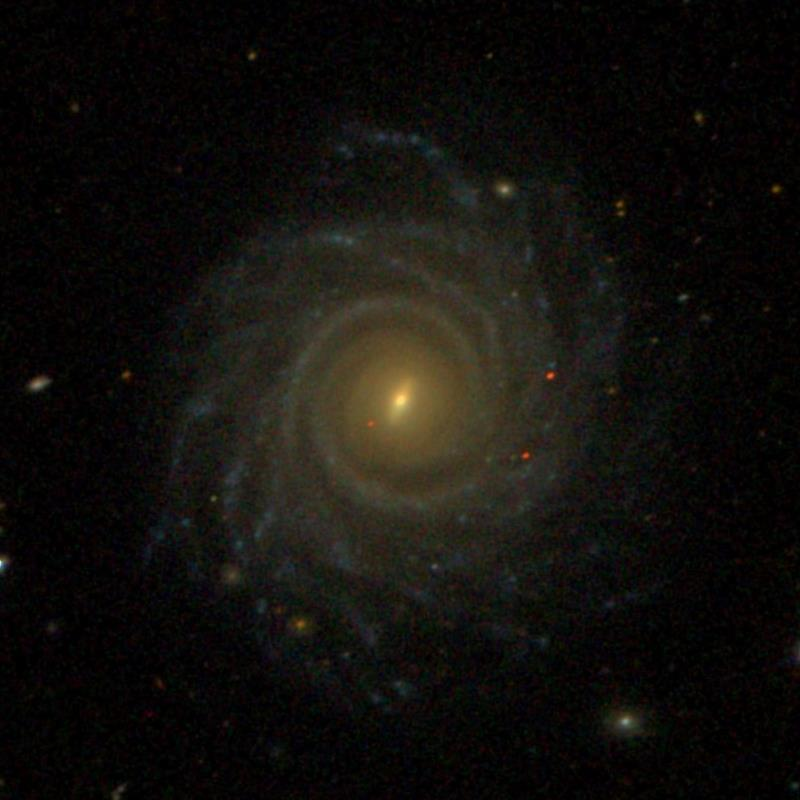
NGC 3883 ist eine große Spiralgalaxie im Leo-Galaxienhaufen.

Die hellste Galaxie dieses Haufens ist NGC 3842, im Umkreis von 1° liegen 166 weitere Galaxien, deren Rotverschiebungen nur um ±10% von Rotverschiebung von NGC 3842 abweichen, was einen deutlichen Hinweis auf eine gemeinsame Gruppenzugehörigkeit gibt. Die mittlere Rotverschiebung von 0,0276 lässt auf eine radiale Fluchtgeschwindigkeit von 8274 km/s schließen. Die größeren Mitglieder sind NGC 3842, NGC 3883, NGC 3884, NGC 3861A and B, NGC 3837, UGC 6697, NGC 3862, NGC 3864. Insgesamt umfasst der Leo-Galaxienhaufen über 500 Galaxien.
Der Leo-Galaxienhaufen liegt an der Schnittstelle zweier großer Filamente, die den Haufen im Südosten mit dem Virgo-Galaxienhaufen und im Nordosten mit dem Coma-Galaxienhaufen verbinden. Der hohe Anteil an Spiralgalaxien, die geringe Galaxienkonzentration im Zentrum und die irreguläre Struktur der Röntgenstrahlung lassen auf ein dynamisch junges System schließen. Eine detaillierte räumliche und dynamische Analyse der Mitgliedgalaxien zeigt eine deutliche nicht-gaußsche Verteilung der Geschwindigkeiten, der Haufen ist in Südost-Nordwest-Richtung gestreckt mit zwei Dichtemaxima und zugehörigen Unterstrukturen, wobei die Temperatur des NW-Unterhaufens über der Temperatur des SO-Unterhaufens liegt und diese beiden Unterstrukturen auf dem Wege der Vereinigung zu sein scheinen.